# Hinojal
Hinojal és un municipi de la província de Càceres, a la comunitat autònoma d'Extremadura (Espanya). És un dels municipis de la Mancomunitat Tajo-Salor que forma part dels anomenats Cuatro Lugares.

## Geografia

### Terme municipal
El terme municipal d'Hinojal té una extensió de 63,45 km² que limiten amb els següents termes municipals:
- Garrovillas de Alconétar, a l'oest.
- Santiago del Campo, al sud.
- Cañaveral i Casas de Millán, al nord.
- Talaván, a l'est.

Al nord de la localitat es troba el riu Tajo, que fa de frontera natural del terme municipal.

## Administració
L'Ajuntament d'Hinojal està compost per 7 regidors. Des de les eleccions de 2023, l'alcadessa és Maria Blanca Vivas Rivero, del PSOE.
| Candidatura | Candidatura     | Cap de llista                 | Vots | Regidors | % vots |
| ----------- | --------------- | ----------------------------- | ---- | -------- | ------ |
|             | PSOE            | Maria Blanca Vivas            | 144  | 4        | 45,56% |
|             | PP              | María del Carmen Méndez Durán | 67   | 1        | 21,20% |
|             | Levanta Hinojal | Luis Francisco Breña Lindo    | 63   | 1        | 19,93% |
|             | Contigo Hinojal | José Luis Lancho García       | 37   | 1        | 11,70% |
| Total       | Total           | 311                           | 311  | 7        | 98,39% |